# نرده ضد خودکشی

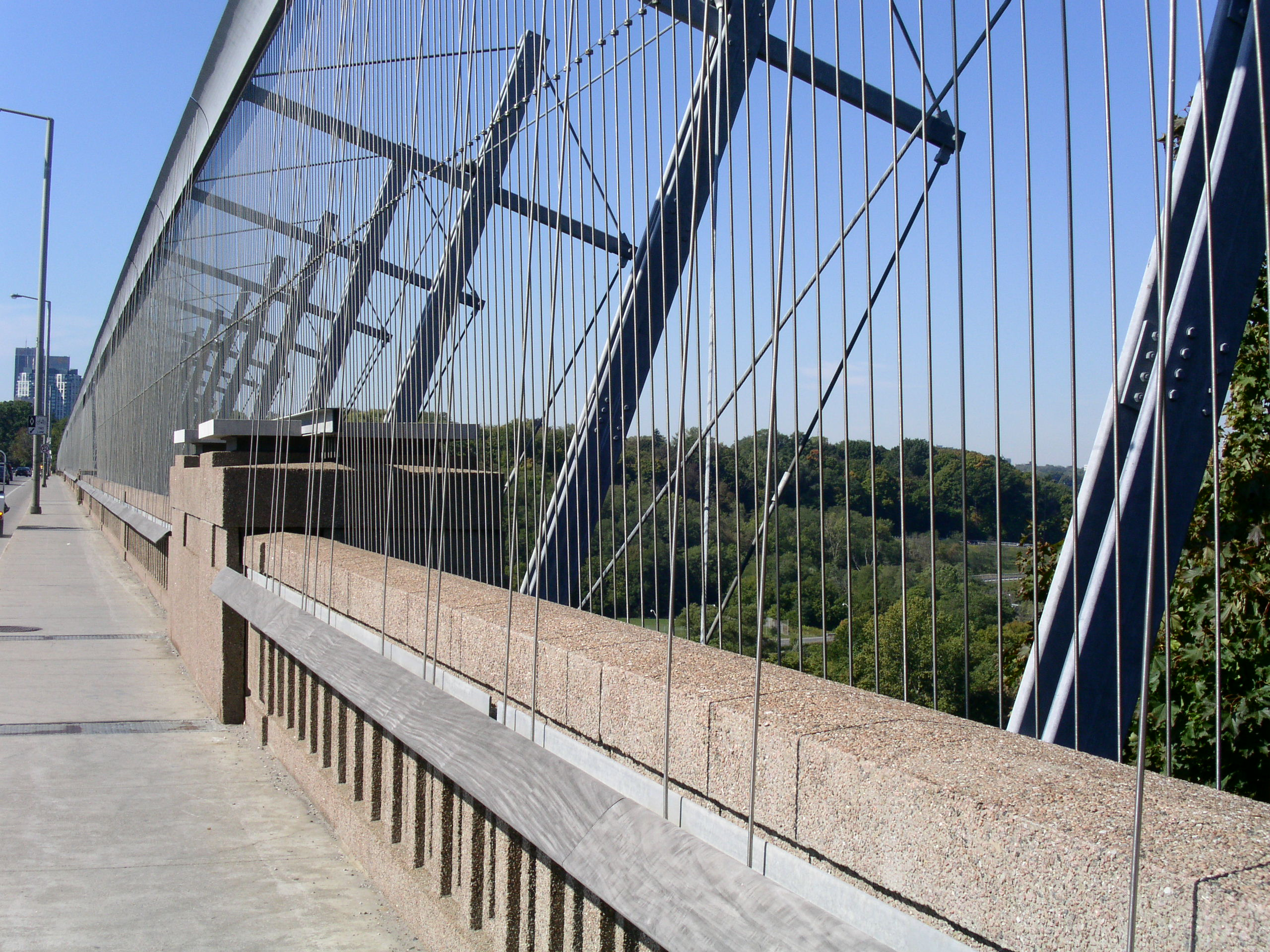
نرده ضد خودکشی که بر روی پل پرنس ادوارد در شهر تورنتو نصب شده‌است، مانع از پریدن اشخاص به قصد انجام خودکشی می‌شود. اما تاکنون تأثیر آن بر نرخ خودکشی‌های صورت گرفته در این پل مشخص نشده‌است.

نرده ضد خودکشی سازه‌ای است که به منظور پیشگیری از خودکشی به روش پرش از ارتفاع و در مکان‌های مرتفع مثل پلها، آسمان خراشها و سکوهای بازدید ساخته می‌شود. بیشتر این موانع ضد خودکشی شبیه به نرده یا توری هستند که به صورت عمودی در اطراف یا به صورت افقی در پایین مکان مرتفع نصب می‌شوند.
ساختن این موانع ضد خودکشی گاهی خیلی هزینه بر است. به‌طور مثال ساخت نرده ضد خودکشی پل گلدن گیت در حدود ۵۰ میلیون دلار هزینه دربرداشته‌است. از نظر زیبایی‌شناسی نیز این نرده‌ها منظره مکان را تغییر داده و از زیبایی آن می‌کاهند. مسئله دیگر این است که این موانع تا چه حد سبب پیشگیری از خودکشی افراد می‌گردند؟ مطالعات گوناگون صورت گرفته در این رابطه حاکی از آن است که این موانع قادرند از افزایش تعداد خودکشی‌ها به روش پرش از ارتفاع بکاهند؛ چراکه این موانع کار پریدن را برای افراد سخت یا حتی ناممکن می‌کند. از سوی دیگر مطالعات انجام گرفته، به‌طور مثال در تورنتوی کانادا، نشان می‌دهند که نصب نرده ضد خودکشی در روی یک پل، سبب کاهش خودکشی‌ها در آن پل به خصوص و افزایش خودکشی‌ها در پل‌ها و دیگر مکان‌های مرتفع می‌گردد. این نکته نیز قابل تأمل است که نرده ضد خودکشی تنها ممکن است آمار خودکشی به روش پرش از ارتفاع را پایین بیاورد نه روش‌های دیگر را. بنابر همین نظریه است که عده ساخت این گونه موانع را امری غیرضروری می‌دانند. لازم است ذکر شود که این موانع علاوه بر آنکه ممکن است جان فرد خودکش را نجات دهند، جان افراد پایین مکان مرتفع را نیز حفظ خواهند نمود. چراکه مثلاً دیده شده که فردی به قصد خودکشی، هنگامی که خود را از یک مکان مرتفع به پایین پرت می‌کند، بر روی عابران سقوط می‌کند.